# 1915 год в кино

## Фильмы

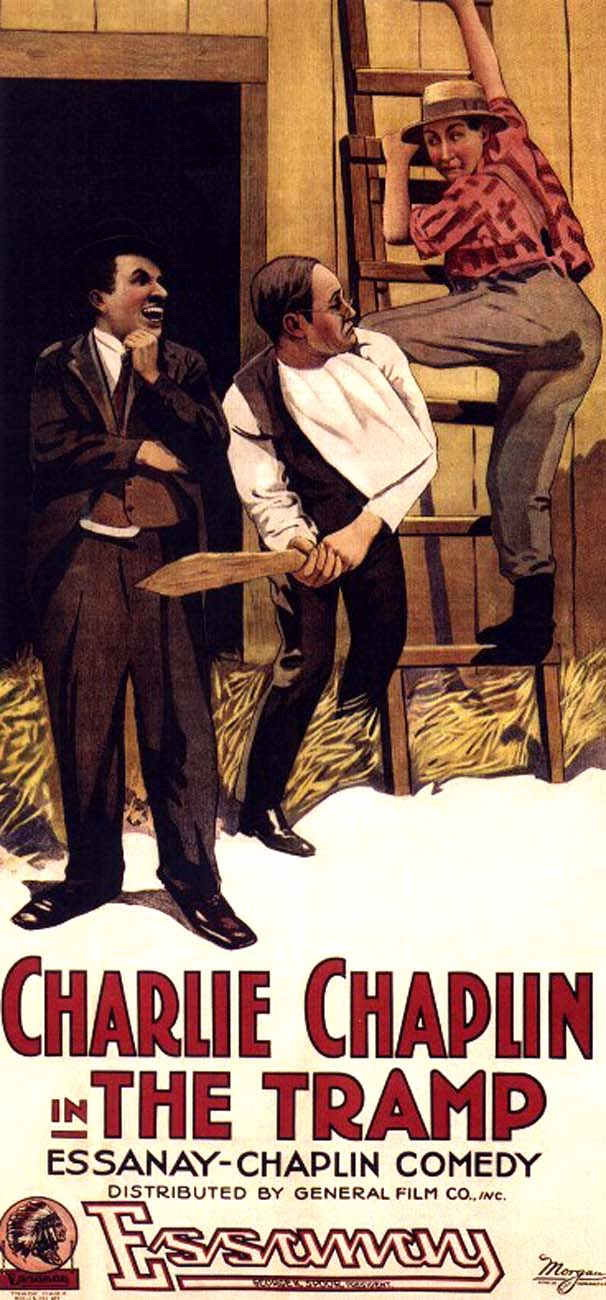
фильм «Бродяга»

### Мировое кино
- «Безумие доктора Тюба»/La folie du Docteur Tube, Франция (реж. Абель Ганс)
- «Бродяга»/The Tramp, США (реж. Чарли Чаплин)
- «Вампиры»/Les Vampires, Франция (реж. Луи Фейад)
- «Вероломство»/Temptation, Франция (реж. Сесил Блаунт де Милль)
- «Возрождение»/Regeneration, США (реж. Рауль Уолш)
- «Голем»/Der Golem, Германия (реж. Хенрик Галеен и Пауль Вегенер)
- «Его новая работа»/His New Job, США (реж. Чарли Чаплин)
- «Ночь в мюзик-холле»/A Night In The Show, США (реж. Чарли Чаплин)
- «Рождение нации»/The Birth of a Nation, США (реж. Дэвид Уорк Гриффит)
- «Динозавр и потерянное звено эволюции. Доисторическая трагедия»/?, США (реж. Уиллис О'Брайен) — кукольная анимация.

### Российское кино
- «Андрей Тобольцев», (реж. Андрей Андреев)
- «Бешеная собака», (реж. Пётр Чардынин)
- «Дети века», (реж. Евгений Бауэр)
- «Драконовский контракт», (реж. Пётр Чардынин)
- «Женщина завтрашнего дня» (2-я серия), (реж. Пётр Чардынин)
- «Женщина-сатана», (реж. Сигизмунд Веселовский)
- «Записки свободной женщины», (реж. Андрей Андреев) (запрещён цензурой)
- «Ирина Кирсанова», (реж. Евгений Бауэр)
- «Кровавый Восток», (реж. Пётр Чардынин)
- «Кумиры», (реж. Евгений Бауэр)
- «Леон Дрей», (реж. Евгений Бауэр)
- «Любровь статского советника», (реж. Пётр Чардынин)
- «Миражи», (реж. Пётр Чардынин)
- «Олеся», (реж. Николай Арбатов)
- «Песнь торжествующей любви», (реж. Евгений Бауэр)
- «Пламя неба», (реж. Евгений Бауэр)
- «Приваловские миллионы» (реж. Владимир Гардин)
- «Тени греха», (реж. Пётр Чардынин)
- «Убогая и нарядная», (реж. Пётр Чардынин)
- «Царь Иван Васильевич Грозный», (реж. Александр Иванов-Гай)

## Знаменательные события
В Москве основано новое крупное кинематографическое предприятие — Торговый дом «Русь».

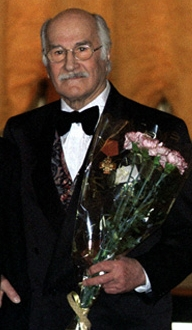
Владимир Зельдин

## Персоналии

### Родились
- 28 января — Владимир Зельдин, советский актёр театра и кино, народный артист СССР.
- 9 февраля — Борис Андреев, советский актёр театра и кино, народный артист СССР, дважды лауреат Сталинской премии.
- 13 февраля — Лидия Смирнова, советская актриса театра и кино, народная артистка СССР.
- 21 апреля — Энтони Куинн, американский актёр, писатель и художник мексиканского происхождения.
- 6 мая — Орсон Уэллс, выдающийся американский актёр и режиссёр.
- 29 августа — Ингрид Бергман, шведская актриса.
- 15 октября — Доменико Паолелла, итальянский режиссёр, сценарист, продюсер.
- 7 декабря — Илай Уоллак, американский актёр.
- 12 декабря — Фрэнк Синатра, американский певец (крунер), актёр, кинорежиссёр, продюсер и шоумен.
- 29 декабря — Яко Молхов, болгарский литературный и кинокритик, сценарист.